# Porta Sant'Anna
La Porta Sant'Anna, officiellement Porta Vittorio Emanuele, est une porte de ville faisant partie  des murailles de Lucques qui fait face à l'ouest. 

## Historique
Elle a été ouverte en 1910 pour faciliter la circulation à l'entrée et à la sortie de la partie ouest de la ville, car la Porta San Donato, ouverte au XVIIe siècle, n'était pas, pour des raisons défensives, suffisamment adaptée aux besoins du trafic motorisé. Ainsi, il fut décidé d'ouvrir une nouvelle porte à deux arcs dans l'axe de la Via Vittorio Emanuele élargie, qui devait remplacer la Via di San Paolino comme principale route occidentale.
Afin de ne pas trop modifier la vue sur Baluardo San Donato, qui se trouvait à proximité, il a été sagement décidé de renoncer à toute superstructure, en ouvrant simplement les deux passages pour véhicules, en laissant intacte la continuité de la courtine. Au centre de la porte, entre les deux linteaux centraux, était placée une armoirie en marbre. Les arcs qui divisent l'espace créé dans l'épaisseur des murs sont en briques apparentes.
De 1911 à 1938, la porte était régulièrement franchie par les tramways de la ligne Lucca-Ponte S. Pietro-Maggian, qui longeait la Via Sarzanese desservant le quartier Sant'Anna.

## Galerie

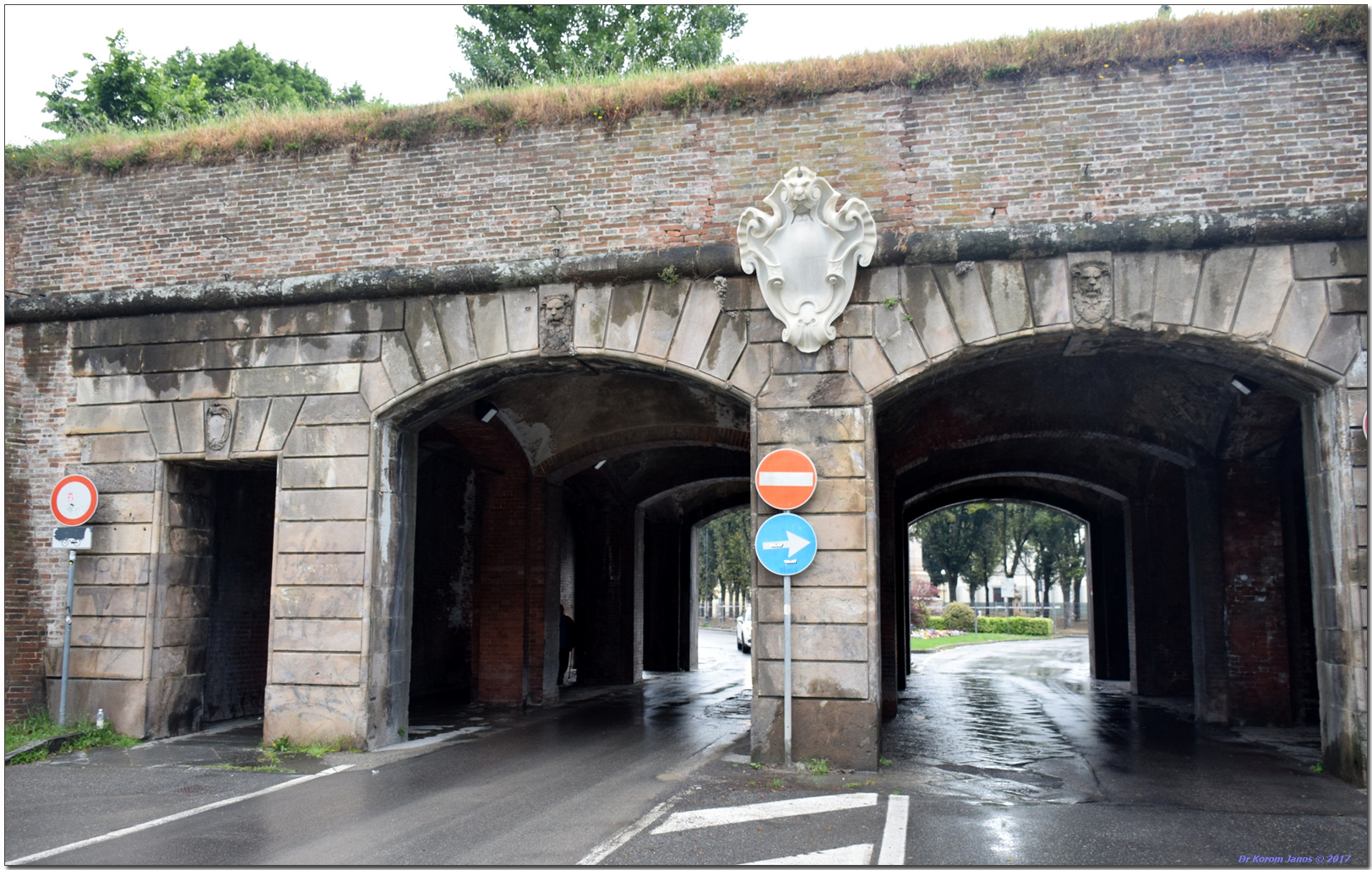
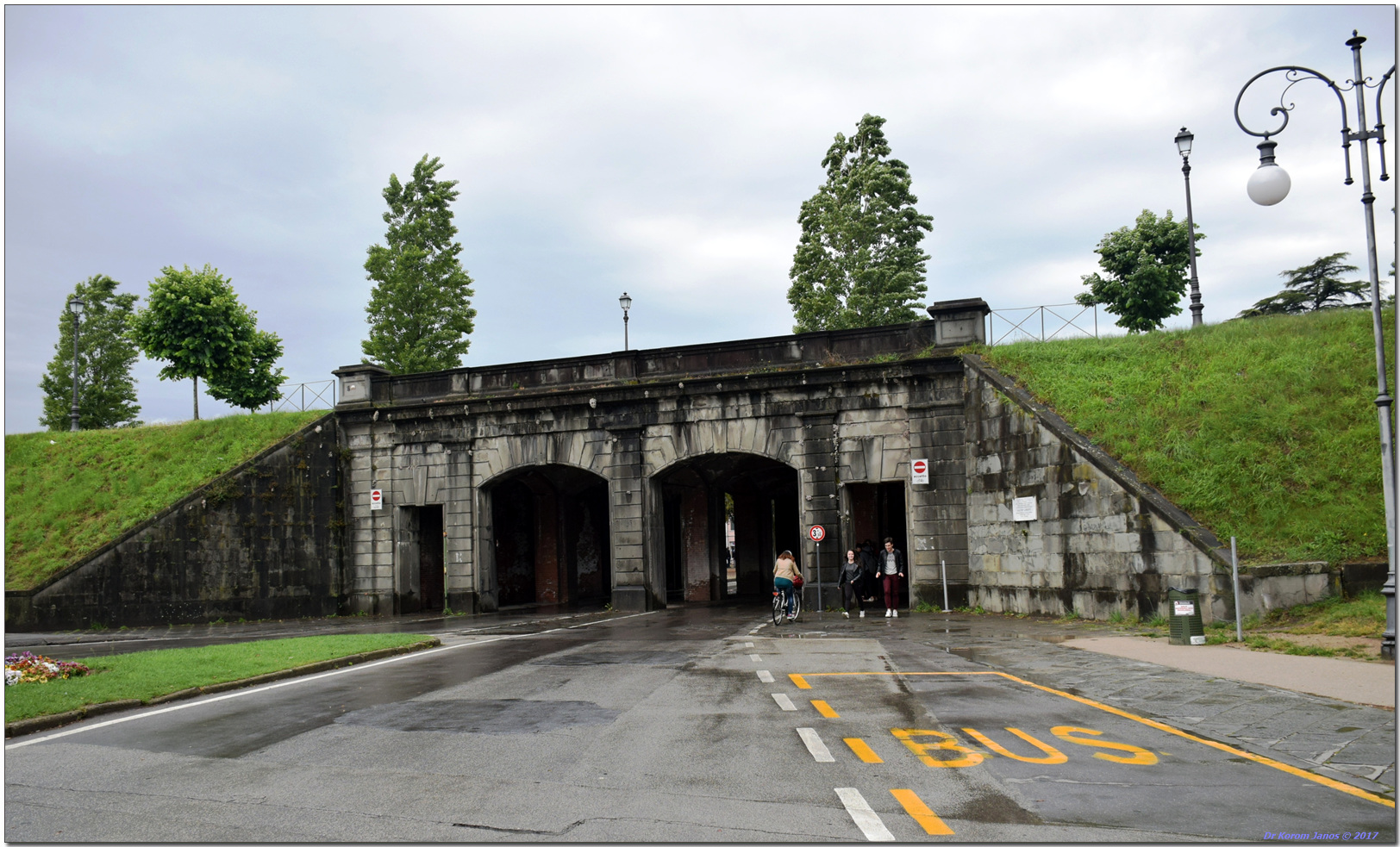